# Harvest Moon: The Lost Valley
Harvest Moon: The Lost Valley är ett gårdssimuleringsrollspel som utvecklats av Tabot, Inc. för Nintendo 3DS. Det släpptes i Nordamerika den 4 november 2014, i Europa den 19 juni 2015 och i Australien den 20 juni 2015. Till skillnad från tidigare spel i Harvest Moon-serien, finns det inga planer på att släppa spelet i Japan, och det utvecklades inte av Marvelous, som utvecklat tidigare spel. Deras senaste del i serien, Story of Seasons, publicerades i Nordamerika av Xseed Games. Det japanska företaget Natsume äger rättigheterna till varumärket "Harvest Moon", vilket innebär att Xseed inte får använda det namnet.